# Paustova, Ocnița
Paustova este un sat din cadrul comunei Lipnic din raionul Ocnița, Republica Moldova.

## Istorie
Prima atestare documentare datează din 20 decembrie 1437, cu numele Pavust:
„Din mila lui Dumnezeu, noi, Ilie voievod, domn al Țării Moldovei, și fratele domniei mele, Ștefan voievod. Facem cunoscut, cu aceasta carte a noastră, tuturor celor care o vor vedea sau o vor auzi citindu-se, ca acest adevărat boier al nostru credincios, pan Mihail de la Dorohoi, a slujit sfântrăposatului tatălui nostru cu dreapta și credincioasa slujba, iar astăzi ne slujește noua cu dreaptă și credincioasa slujbă. De aceea, noi, văzând dreapta și credincioasa lui slujba către noi, i-am miluit cu deosebita noastră milă și i-am dat și i-am înnoit și i-am întărit satele lui și privilegiul pe care și l-a dat sfântrăposatul părintele nostru, anume: satul Chindinții, și satul lui Hertea, pe Prut, ... încă satul la moara Naslavcei, încă satul lui Pavust, încă satul de lângă Macsim, încă satul lui Mirișce, încă satul unde este Noguicoi, și satul unde a fost Cletina, și satul Tereșeuți, ...

...
 
Iar pentru mai mare întărire a tuturor celor mai sus-scrise, am poruncit slugii noastre credincioase, pan Dionis logofăt, să scrie și să atârne pecetea noastră la această carte a noastră.
 
A scris Pașco, la Suceava, în anul 6945 <1437> decembrie 20 zile.”

## Demografie

### Structura etnică
Structura etnică a satului conform recensământului populației din 2004:
| Grup etnic         | Populație | % Procentaj |
| ------------------ | --------- | ----------- |
| Moldoveni / Români | 731       | 76,86%      |
| Ucraineni          | 135       | 14,2%       |
| Ruși               | 50        | 5,26%       |
| Țigani             | 20        | 2,1%        |
| Găgăuzi            | 2         | 0,21%       |
| Polonezi           | 1         | 0,11%       |
| Alții              | 12        | 1,26%       |
| Total              | 951       | 100%        |